# Fakulteta za bioinženiring in bioinformatiko v Moskvi
Fakulteta za bioinženiring in bioinformatiko v Moskvi  je javna fakulteta, ki ponuja študij bioinženiringa ter bioinformatike in deluje v sklopu Moskovske državne univerze; ustanovljena je bila leta 2002.